# Joan Cornudella i Feixa
Joan Cornudella i Feixa (Barcelona, 1930-Barcelona, 24 de juliol de 2005) fou un advocat i polític català.
Nasqué a Barcelona l'any 1930 sent fill de Joan Cornudella i Barberà. De ben jove milità al Front Nacional de Catalunya, com el seu pare. Treballà com a tècnic publicitari i fou multat per participar en la Diada Nacional de Catalunya de 1964. Es presentà a les eleccions generals espanyoles de 1977 pel Pacte Democràtic per Catalunya, però no fou escollit. També fou membre de la Societat Catalana d'Economia i del Col·legi d'Advocats de Barcelona i de la Fundació Rafael Campalans. El 1981 abandonà tota activitat política i acudí amb freqüència als actes de trobada amb antic militants del FNC. Morí el 24 de juliol de 2005 a Barcelona.